# Улица Елизарова (Самара)

Кировский военный комиссариат

У́лица Елиза́рова — улица в Кировском районе Самары. Соединяет Черемшанскую улицу с улицей Победы.

## Этимология годонима
До 29 июля 1967 года улица называлась Тихоокеанской .
Переименована в память о революционере, близком друге и соратнике В. И. Ленина — Марке Тимофеевиче Елизарове (1863 — 1919)

## Транспорт
- Маршрутное такси: 94[источник?].
- Автобусы: 12[3].

## Здания и сооружения
- Рынок строительных материалов.
- Военный комиссариат Кировского района.
- Детская поликлиника № 2 Кировского района.

## Почтовые индексы
- 443077: чётные дома
- 443051: нечётные дома

## Использованная литература
- Липатова А. М. Самарских улиц имена. — Самара, Самарский Дом печати. — 2008 (издание второе), страницы 70-72.
- Справочник «Улицы Самары»